# Shirato Sanpei
Okamoto Noboru (岡本 登 sinh ngày 15 tháng 2 năm 1932 – mất ngày 8 tháng 10 năm 2021), bút danh Shirato Saipen (白土 三平 Shirato Sanpei), là một họa sĩ truyện tranh (mangaka) và nhà lý luận Marxist người Nhật. Ông được biết đến bởi nét vẽ và sáng tạo cốt truyện đậm tính hiện thực và văn hóa bình dân. Tác phẩm của ông bao gồm cuốn manga 風の石丸 Kaze no Ishimaru, được chuyển thể thành bộ phim hoạt hình dài tập Shōnen Ninja Kaze no Fujimaru được Toei Animation sản xuất vào những năm 1964-1965.
Shirato sinh ra và lớn lên ở Tokyo, là con của họa sĩ Toki Okamoto, một người theo chủ nghĩa Marx, từng ghi lại cảnh xác chết bị cảnh sát tra tấn của nhà cách mạng Kobayashi Takiji. Tuổi thơ ông trải qua những năm chiến tranh khốc liệt, gây cảm hứng về một xã hội hư cấu trong các tác phẩm sau này. Ông cũng lấy cảm hứng của văn hóa Ukiyo-e thời Mạc phủ vào nét vẽ manga của mình. Các tác phẩm của ông đều lấy các bối cảnh lịch sử của Nhật Bản.
Nhiều tác phẩm của Shitaro được chuyển thể thành anime và phim, bao gồm Ninja bugeichō năm 1967, một bộ phim hoạt hình lạ và thô sơ, chỉ cắt cảnh trong manga và lồng tiếng. Một số tác phẩm thu hút sự chú ý ở nước ngoài, trong đó có bộ truyện tranh Kamui den (カムイ伝) được phát hành ở Mỹ năm 1987 bởi Viz Media, mang đậm màu sắc của chủ nghĩa Marx, lột tả bộ mặt thật của chủ nghĩa tư bản và nhà cầm quyền, lý tưởng cách mạng chống lại sự áp bức, sự bóc lột và phân biệt đối xử của nhân dân lao động trong mọi thời đại.

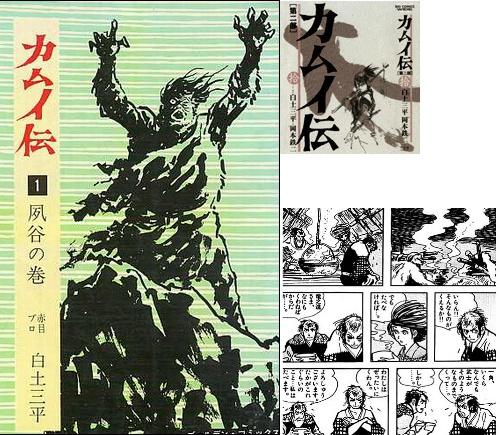
Kamui Gaiden, một manga dài tập nổi tiếng của Okamoto, xuất bản bởi Weekly Shōnen Sunday.

Vào ngày 8 tháng 10 năm 2021, ông qua đời tại tuổi 89 vì căn bệnh viêm phổi hít.

## Tác phẩm
Một số tác phẩm tiêu biểu:
- Kieyuku Shōjo (1959)
- Ninja Bugeichō (1959–1962)
- Kaze no Ishimaru (1960)
- シートン動物記 Shīton Dōbutsuki (1961–1964)
- Sasuke (1961–1966)
- Kamui (1964–1986)[7]
- Watari (1965–1966)
- Ninpou Hiwa (1968-1969)
- 野牛の歌 Yagyuu no Uta (1980)
- 木造モルタルの王国―ガロ20年史 Mokuzou Motar-no Oukoku ― Garo 20-nenshi (1984)
- ワタカ Wataka (2001)
- 2年ね太郎 2 Nenne Taro (2010)